# Varázslatok Múzeuma
A Varázslatok Múzeuma Cornwallban, Boscastle-ben található. Ezt speciálisan a varázslással és wiccával kapcsolatos tárgyak világszerte történő gyűjtésére, bemutatására hozták létre. Ez ma egyike Cornwall legnépszerűbb múzeumainak. A kiállítást 1951-ben Man-szigeten nyitották meg, de 1960-ban a mai helyére költözött.

## Története
A múzeumot Cecil Williamson alapította, aki sok élményt gyűjtött a varázslattal kapcsolatos tárgyak körében Angliában és Rhodesiában, a mai Zimbabwében. A kiállítást megpróbálta Stratford-upon-Avonben megnyitni, de itt ellenállásba ütközött, így végül 1951-ben Castletownban Man-szigeten nyílt meg a bemutató. Később a helyi keresztények állandó zaklatása miatt – melyek egy gyújtogatásos támadásban csúcsosodtak ki –, a múzeumot Cornwallba költöztették. Williamson ezt 1996-ban eladta, majd még ugyanebben az évben meg is halt. A múzeum a 2004-es boscastle-i árvíz idején súlyosan megrongálódott.